# Tarlatepe, Kastamonu
Tarlatepe là một xã thuộc thành phố Kastamonu, tỉnh Kastamonu, Thổ Nhĩ Kỳ. Dân số thời điểm năm 2008 là 150 người.